# HD 83944
О звезде M Киля см. M Киля

HD 83944, также известная как m Киля (m Car), — звезда в созвездии Киля.
m Киля — бело-голубой, спектрального класса В субгигант с видимым блеском +4.51. Расстояние до Земли — 224 световых года.